# Paradigma
Paradigma (iz starogrčkog παράδειγμα parádeigma, sastavljeno od παρὰ parà „pored“ i δεικνύµι deiknymi „pokazati“, „učiniti razumljivim“); plural paradigme označava primjer, uzor, uzorak, ocrtavanje, ili predrasudu. 
Paradigma je skup osnovnih pretpostavki ili pravila koje uzimamo zdravo za gotovo (eng. default) u cilju poimanja stvarnosti i njenih fenomena. U tom smislu osobna paradigma je ono bitno što učitavamo prilikom naše interpretacije stvari i pojava oko nas. Ljudi imaju različite paradigme kao pojedinci, obitelji, grupe, narodi, struke itd.
Paradigma stvara mentalni filter kroz koji um propušta samo one informacije koje mu se uklapaju u postojeću sliku svijeta. Paradigma se može usporediti s obojenim naočalama. Ako npr. paradigma ima zelenu boju oni koji gledaju kroz zelene naočale vidjet će svijet obojen u zelenim tonovima i sve dok ne skinu zelene naočale sve će im se činiti zeleno i za to će staviti ruku u vatru. Tek kada skinu “zelene naočale“ shvatit će da stvari nisu nužno u zelenom tonu nego poprimaju drugačije tonove ovisno o novim naočalama koje stave.
Paradigma se stvara preko informacija i iskustava u najranijem djetinjstvu pa nadalje u životu. Autoriteti su oni koji nameću paradigme. 
Pojam se koristi u jezikoslovlju i znanosti za opisivanje različitih koncepata.
U znanosti o znanosti koncept paradigme sustavno je uveo filozof Thomas Kuhn, posebice u svezi s razvojem znanstvene misli u knjizi "Struktura znanstvenih revolucija".